# Resolució 442 del Consell de Seguretat de les Nacions Unides
La Resolució 442 del Consell de Seguretat de les Nacions Unides, aprovada el 6 de desembre de 1978 després d'examinar l'aplicació de Dominica per a ser membre de les Nacions Unides, el Consell va recomanar a l'Assemblea general que Dominica fos admesa.